# Olof Guterstam
Olof Viktor Detlof Guterstam, född 4 januari 1983, är en svensk fotbollsspelare som spelar för Stureby SK.
Började spela fotboll i Enskede IK och gick därifrån till Älvsjö AIK och sedan, 2002, vidare till Brommapojkarna där han kombinerade fotbollsspelande med läkarstudier. 2006 vann Olof Guterstam skytteligan i Superettan med 17 mål och gjorde dessutom två av målen i det allsvenska kvaldubbelmötet mot BK Häcken där BP vann med 4-1. Olof Guterstam blev den 12 december 2006 som förste superettanspelare utan allsvenska meriter någonsin uttagen till Sveriges A-landslagstrupp av Lars Lagerbäck.
Efter Brommapojkarnas ettåriga besök i Allsvenskan under säsongen 2007 var Olof Guterstam nära en övergång till engelska klubben Leeds men som till slut inte gick i lås. Istället lånades Guterstam ut med köpoption till FC Bryssel för vårsäsongen 2008 till och med 30 juni. Han återvände sedan till Sverige och Stockholm men den här gången till de södra delarna av stan och Hammarby IF för ett låneavtal som sträckte sig säsongen ut med köpoption. Efter säsongen återvände Guterstam till Brommapojkarna som i november 2008 lyckats kvala sig tillbaka till Allsvenskan. Det blev två säsonger i allsvenskan för BP och Guterstam, innan han bestämde sig för att varva ner i IK Frej.
2012 spelade Guterstam i Älvsjö AIK, där han vann skytteligan i division 3 Södra Svealand med 19 gjorda mål. Efter en säsong i Älvsjö AIK bytte han 2013 klubb till FK Gunners United. I mars 2017 började han spela för Stureby SK.

## Säsongsfacit: seriematcher / mål
- 2010: 28 / 3
- 2009: 30 / 5
- 2008: 16 / 2 (omgång 12–30), i Hammarby
- 2007/08: 9 / 4 (för FC Bryssel - källa[död länk])
- 2007: 25 / 4
- 2006: 30 / 17
- 2005: 28 / 12
- 2004: 27 / 8
- 2003: 27 / 5
- 2002: 14 / 0

## Meriter
- Skytteligavinnare Superettan 2006 med 17 mål och 2 mål i allsvenskt kval
- A-landslagsspel för Sverige